# Zwercheck
Das Zwercheck, tschechisch: Svaroh ist ein Berg am Kamm des Künischen Gebirges im Böhmerwald (Šumava). Über den Gipfel   verläuft die Staatsgrenze zwischen Deutschland und Tschechien.

## Beschreibung
Auf dem weitflächigen, freien abgerundeten Gipfel befinden sich eine Wiese und ein kleinerer Felsriegel mit Gipfelkreuz und guter Aussicht hinüber zum Großen Arber sowie zum Kaitersberg und hinunter in den Lamer Winkel.
1922 errichtete der Skiklub Pilsen auf der tschechoslowakischen Seite die Blockhütte Juránkova chata, die ebenso wie ein hölzerner Aussichtsturm abbrannte und nicht wieder aufgebaut wurde. Zum Zwercheck führen nur zwei offizielle Wanderwege, der eine von Oberhaiderberg bei Lohberg, der andere vom Scheibensattel an der Brennesstraße zwischen Lohberg und Bayerisch Eisenstein. Ebenfalls möglich ist der Anstieg entlang der Grenze, die jedoch nur selten von Einheimischen begangen wird. Eine wilde Route führt in rund 3 Stunden entlang der Grenze hinüber zum Osser.